# 神戶機場
神戶機場（日语：／ Kōbe kūkō */?）是位於日本兵庫縣神戶市的機場，2006年2月16日啟用，與关西国际机场、大阪國際機場並列為關西地方三大機場。暱稱為「MARINAIR」（マリンエア）。在關西機場選址時列為候選地，但當時神戶本地拒絕而延後到1982年提出申請，完工後的場區則與關西相似，坐落於港灣人工島南側的專用人工島上，除了透過聯外橋樑與神戶市中心連結之外，與同樣建於大阪灣內的關西國際機場亦有高速船航線相通。本來僅經營國內航線，但不定期停靠國際航線包機，2022年宣布將會開始改裝工事，轉型為國際機場。2025年4月18日，國際定期航班正式起航，並配備採用永續航空燃油系統之機場。

## 历史
- 1946年：機場建設計劃「城市復興基本計劃綱要」初次登場。
- 1973年3月：當時的神戶市市長拒絕興建機場。
- 1982年6月：神戶市發表「神戶近海新機場計劃試行辦法」。
- 1995年1月17日：阪神大地震發生。
- 1997年：日本政府同意設置機場。
- 1999年9月：神戶機場島填海造地開工，由西松建設承建。
- 2004年3月：機場支出歸還訴訟，被神戶地方法院駁回。
- 2005年11月：JAL、ANA、SKY三家航空公司航運時刻表發表，一共七條航線一日27航班（往返）。
- 2006年2月16日：上午5點50分開始營運；7點21分，第一班前往東京國際機場的日本航空波音777從明石海峽方向27起飛；8點04分，一架由東京國際機場起飛的全日空波音767從明石海峽方向09抵達。
- 2006年9月28日：調整海關、出入境與檢疫。
- 2007年9月8日：全日本空輸以波音767-300ER執飛ANA1791班機前往天津，為第一班國際線包機。
- 2007年9月14日：海南航空以長安航空所有波音737客機執飛HU7931班機，為第一班外籍航空國際線包機。
- 2008年9月：天草航空開辦往熊本機場的航線。
- 2010年4月：日本航空取消往東京國際機場的航線。
- 2010年6月：日本航空因進行經營重組，取消往新千歲機場、沖繩縣那霸機場和石垣機場3條航線，自始退出神戶機場。
- 2010年7月：天馬航空開辦往新千歲機場和旭川機場（經新千歲機場）的航線。
- 2010年9月1日：天馬航空取消往茨城機場的航線。
- 2010年10月1日：天馬航空再開辦往茨城機場的航線。
- 2010年10月11日：天草航空取消往熊本機場的航線，自始退出神戶機場。
- 2013年6月1日：7號搭機門和搭機橋開始使用
- 2013年6月1日：亞洲天網航空開辦往那霸機場的航線。
- 2013年6月21日：Air Do開辦往新千歲機場的航線。
- 2016年9月13日：神戶市宣布機場將委外經營。
- 2017年7月25日：神戶市宣布歐力士得標。
- 2017年8月10日：歐力士成立「關西Airport神戶株式會社（日语：関西エアポート）」。
- 2017年9月26日：神戶市與關西Airport神戶株式會社簽訂「神戶機場特定營運事業等公共設施等營運權實施合約」。
- 2018年4月1日：神戶機場營運權正式轉移至關西Airport神戶株式會社，特許期至2059年3月31日為止。
- 2019年10月27日：富士夢幻航空開航神戶機場，先期開闢松本、高知兩條國內航線。
- 2022年9月28日：關西三機場（日语：関西三空港）相關單位定期召開的「關西3機場懇談會」[3]上，決定神戶機場轉向國際化，先期擴建以因應2025大阪·關西世博的舉行，並預計在2030年前後完成可運行國際定期航線的航廈設施升級[4]。
- 2025年4月18日，國際航線正式開航，初步有四家業者合作，由台北出發的星宇航空JX834成為首發航班。[5][6]

## 機場設施簡介

### 機場人工島

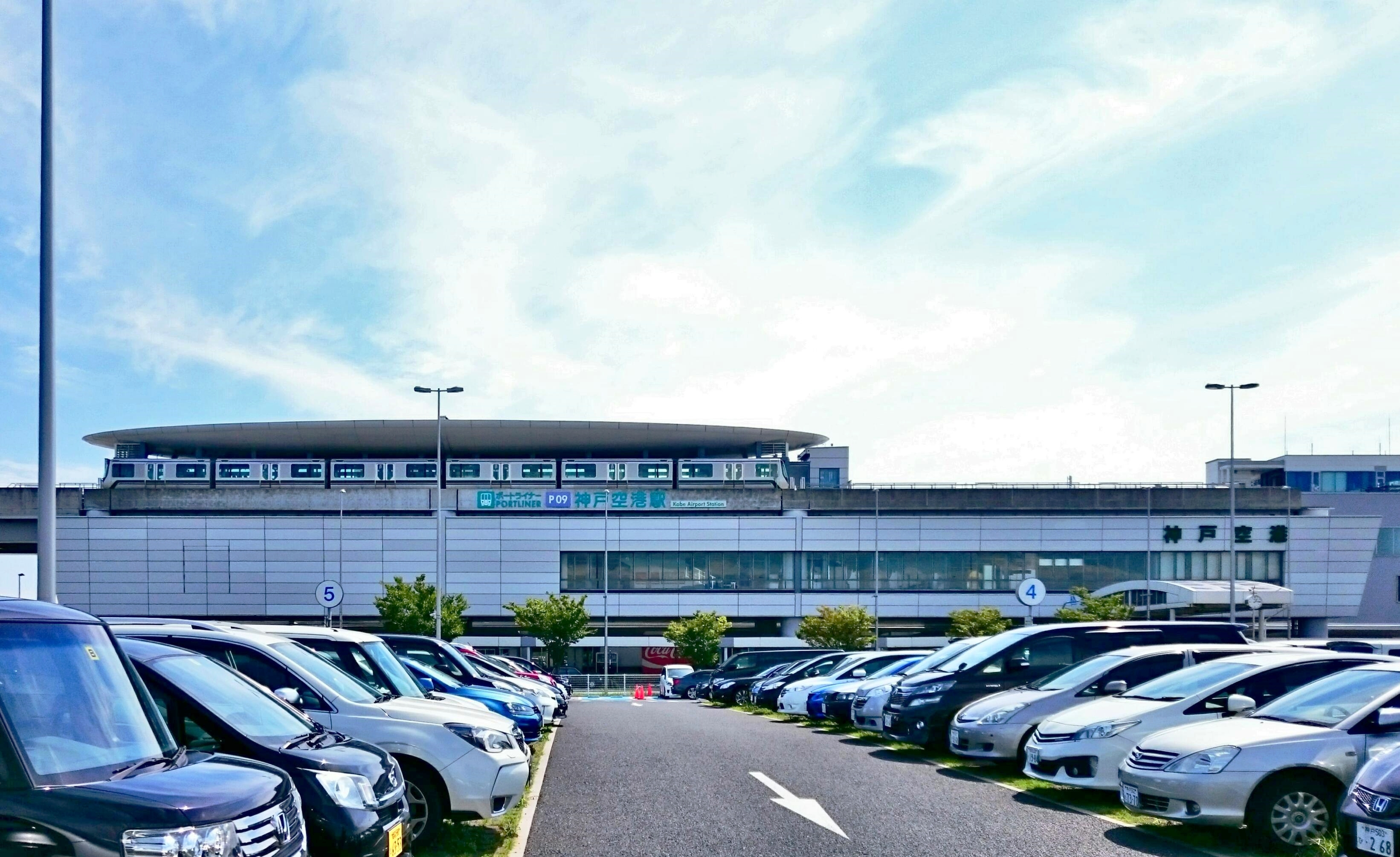
神戶機場站
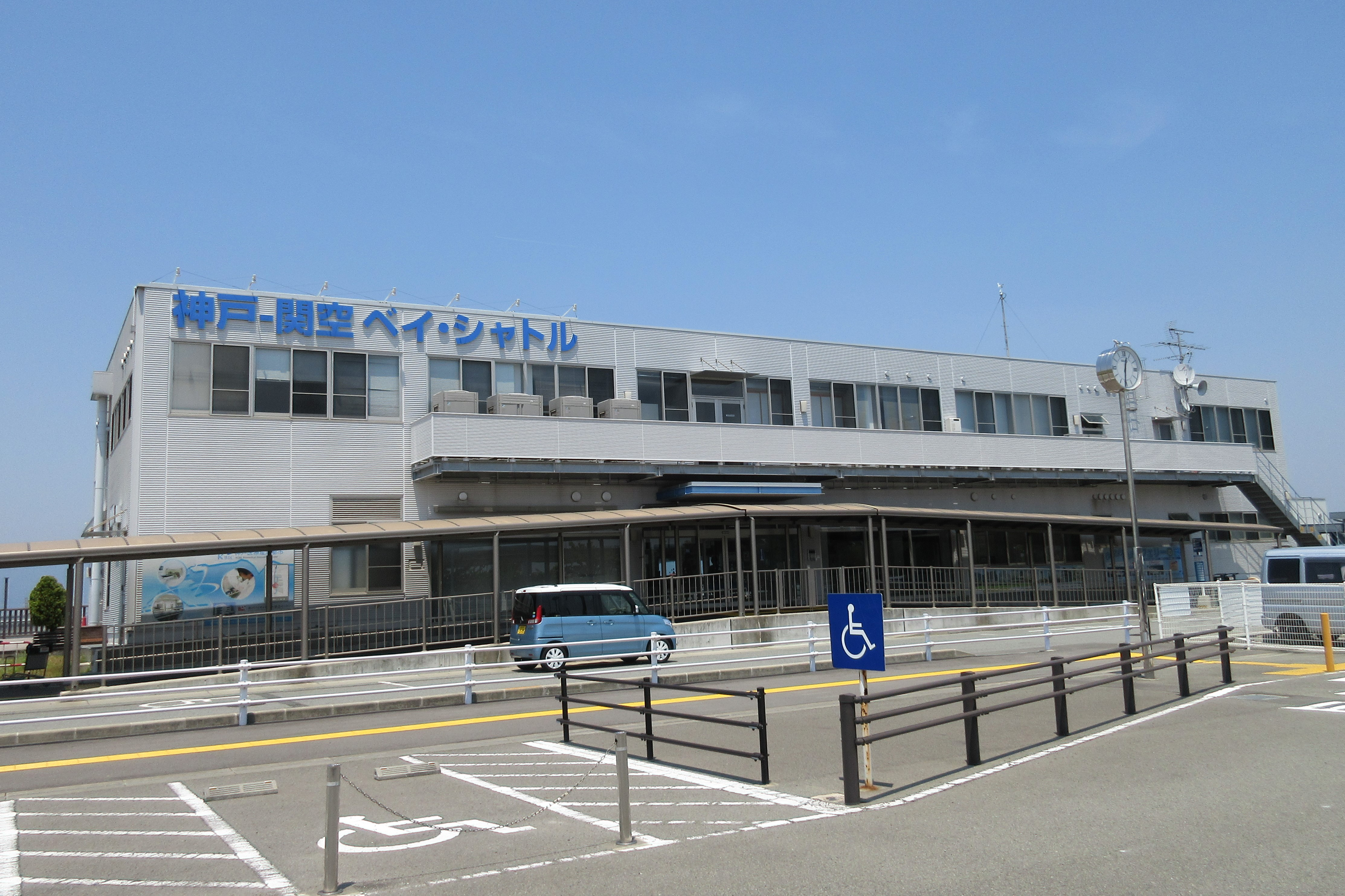
神戶機場海上交通候船大樓

### 旅客設施

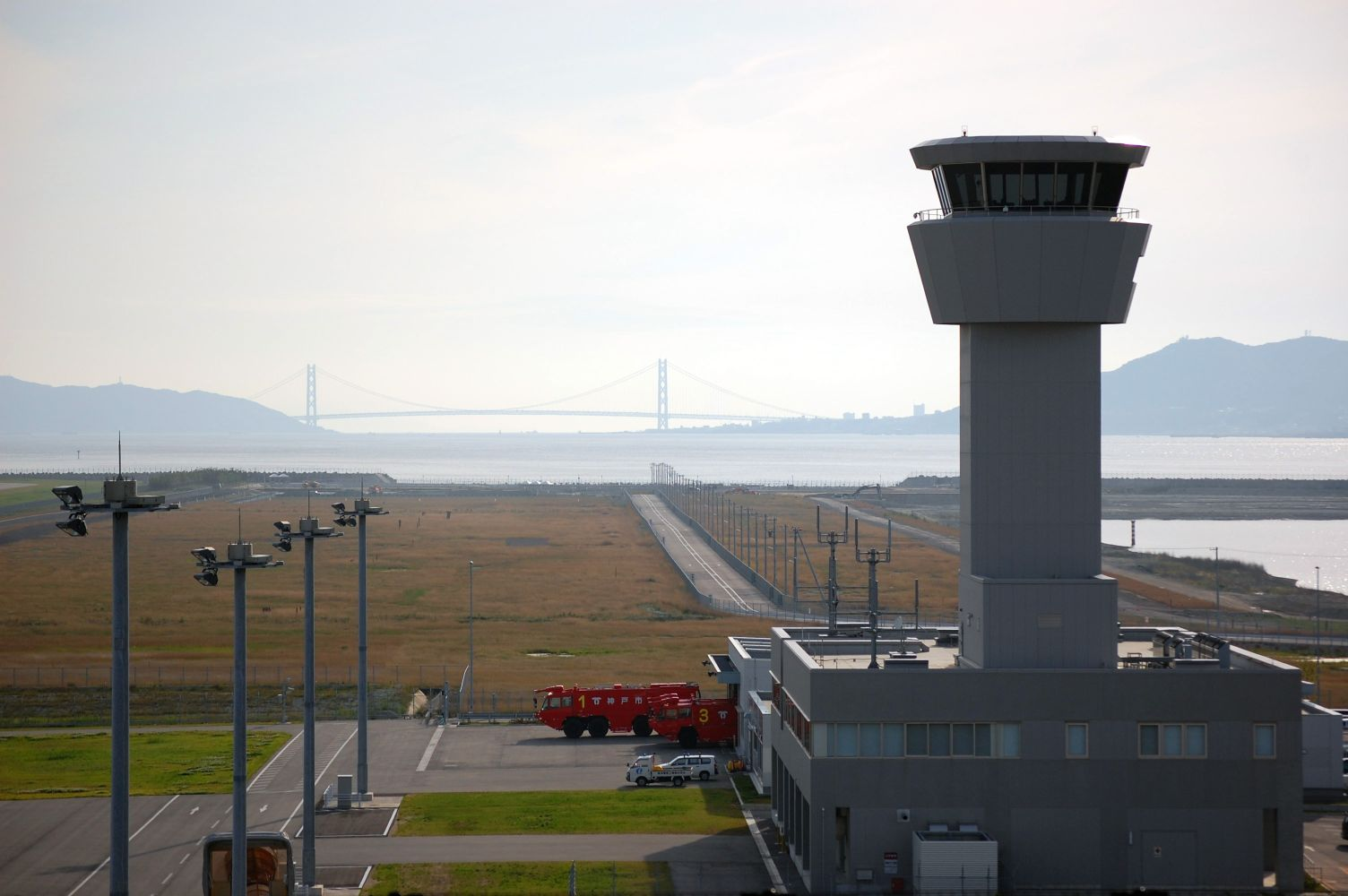
塔臺
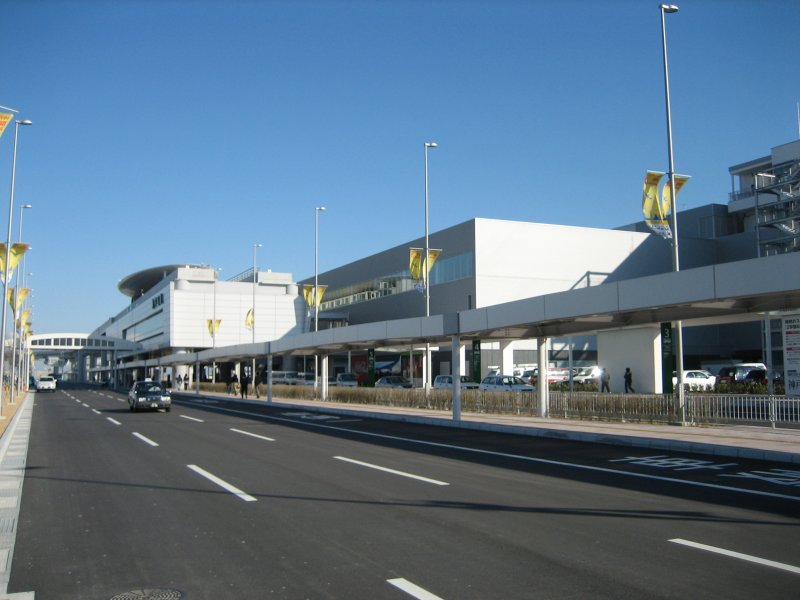
航廈正面
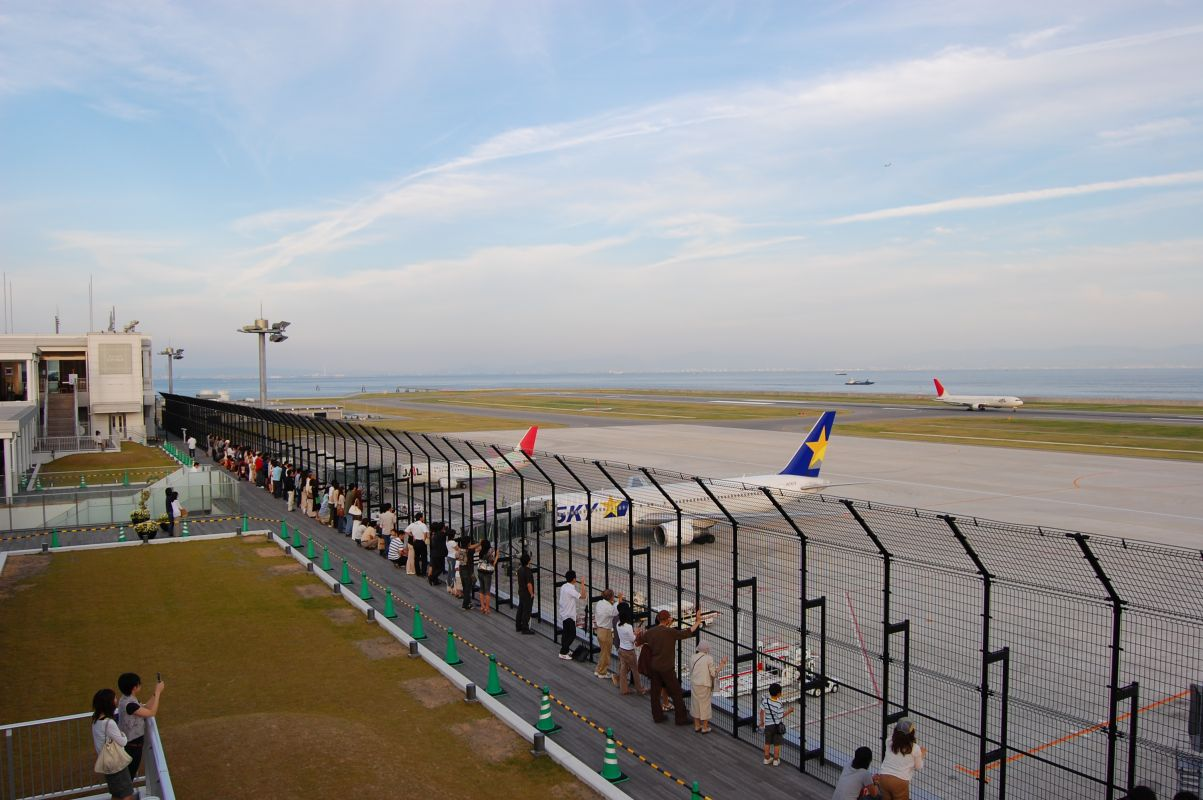
展望臺

## 航空公司及航點

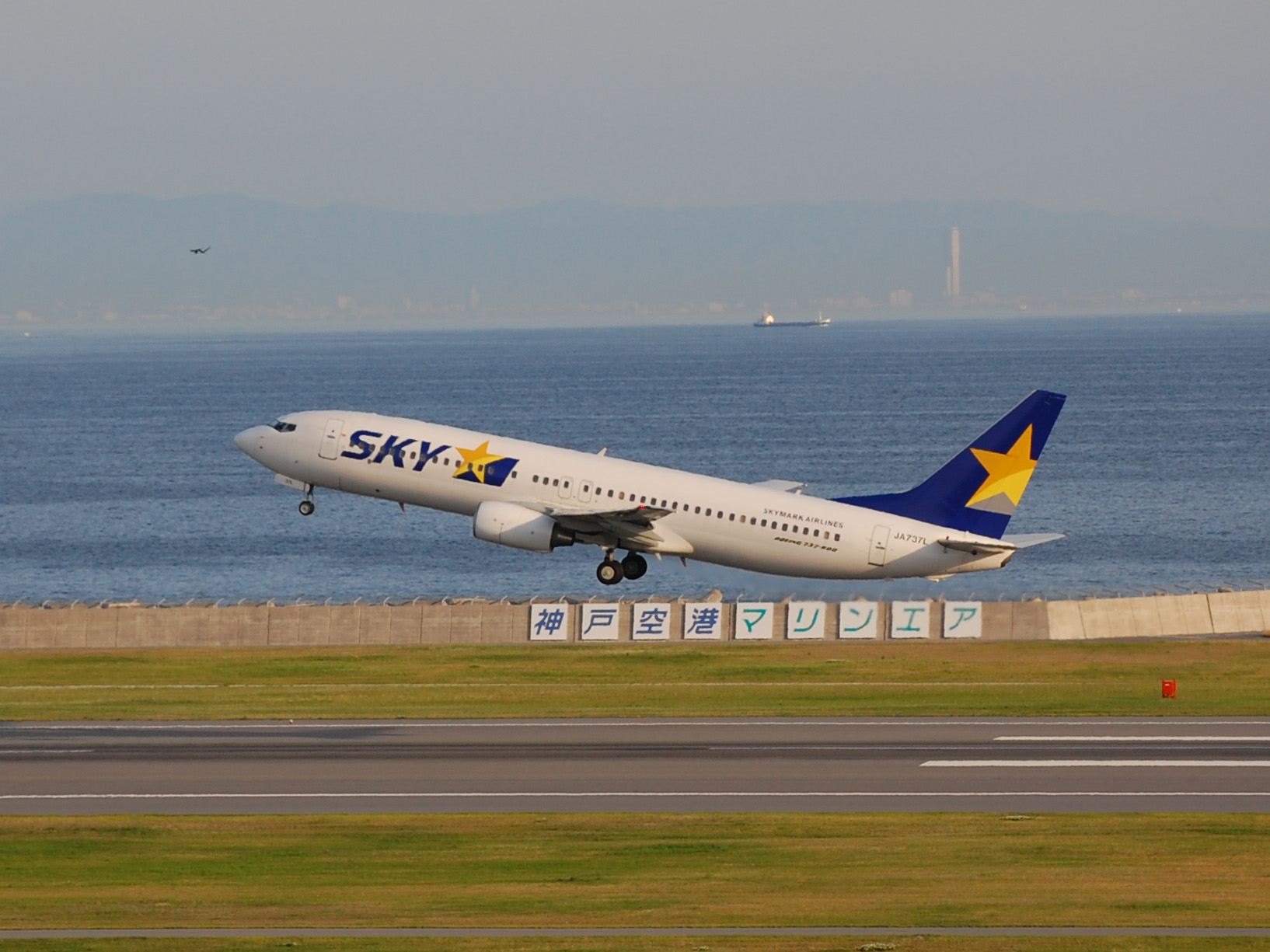
天馬航空的波音737-800型客機在神戶機場起飛

| 航空公司     | 目的地                                                         |
| ------------ | -------------------------------------------------------------- |
| 天馬航空     | 札幌/新千歲、沖繩、東京/羽田、長崎、茨城、鹿兒島、仙台、下地島 |
| 全日本空輸   | 札幌/新千歲、東京/羽田                                         |
| 空之子航空   | 沖繩/那霸                                                      |
| 富士夢幻航空 | 青森、花卷、松本                                               |
| AIRDO        | 札幌/新千歲                                                    |
| 大韓航空     | 首爾/仁川                                                      |
| 長榮航空     | 臺北/桃園                                                      |
| 星宇航空     | 臺北/桃園、臺中                                                |
| 吉祥航空     | 上海/浦东、南京                                                |
| 中國東方航空 | 北京/大興（2025年9月28日開航）                                 |

## 外部連結
- 官方網站 （页面存档备份，存于）（日語）（英文）（简体中文）（繁體中文）
- 神戶市役所介紹 （页面存档备份，存于）（日語）（英文）（简体中文）（繁體中文）